# Międzynarodowe Spadochronowe Mistrzostwa Śląska 1998
Międzynarodowe Spadochronowe Mistrzostwa Śląska w celności lądowania 1998 – odbyły się 29–31 maja 1998 roku w ramach Wiosny Gliwickiej. Gospodarzem Mistrzostw był Aeroklub Gliwicki, a organizatorem Sekcja Spadochronowa Aeroklubu Gliwickiego. Do dyspozycji skoczków był samolot An-2P SP-AOI. Rozegrano 6 kolejek skoków.

## Rozegrane kategorie
Mistrzostwa rozegrano w trzech kategoriach spadochronowych:
- Indywidualna celność lądowania – kobiety – skoki wykonywano z wysokości 1000 m i opóźnieniem 0–5 sekund
- Indywidualna celność lądowania – juniorzy
- Indywidualna celność lądowania – ogólna
- Drużynowa celność lądowania.

## Kierownictwo Mistrzostw
- Komisja sędziowska: Stanisław Figołuszka, Leszek Żak, Jan Isielenis
- Kierownik Organizacyjny: Ryszard Ptaszek
- Kierownik Zawodów: Ryszard Mandziej.

Źródło: 

## Medaliści
Medalistów Spadochronowych Mistrzostw Śląska 1998 podano za: Jan Isielenis, Archiwum Sekcji Spadochronowej Aeroklubu Gliwickiego, 1998. Brak numerów stron w książce
| Konkurencja                      | Złoto          | Srebro           | Brąz            |
| Indywidualnie celność - kobiety  | Marie Svilhova | Agnieszka Czajka | Jana Paukova    |
| Indywidualnie celność – juniorzy | Vaclav Palica  | Radim Jaksa      | Jaroslav Sadlik |
| Indywidualnie celność – ogólna   | Wiktor Król    | Piotr Polewski   | Andrzej Nalepa  |
| Drużynowo celność                | Kielce         | Wrocław          | Gliwice I       |

## Wyniki
Wyniki Spadochronowych Mistrzostw Śląska 1998 podano za: Jan Isielenis, Archiwum Sekcji Spadochronowej Aeroklubu Gliwickiego, 1998. Brak numerów stron w książce
W zawodach wzięło udział 13 drużyn 3 osobowych w tym drużyny z dwóch krajów:  Czechy i  Polska.
- Klasyfikacja indywidualna (celność lądowania – spadochrony klasyczne) – kobiety

| Miejsce | Imię i nazwisko   | Nota łączna | Drużyna          |
| 1.      | Marie Svilhova    | 30 pkt.     | Hranice–Kalimaty |
| 2.      | Agnieszka Czajka  | 37 pkt.     | Gliwice II       |
| 3.      | Jana Paukova      | 65 pkt.     | Hranice–Kalimaty |
| 4.      | Danuta Polewska   | 66 pkt.     | Gliwice I        |
| 5.      | Lenka Vaskova     | 84 pkt.     | Hranice–Kalamity |
| 6.      | Karina Sobczak    | 90 pkt.     | ROW              |
| 7.      | Aleksandra Knapik | 94 pkt.     | Gliwice III      |

- Klasyfikacja indywidualna (celność lądowania – spadochrony klasyczne) – juniorzy

| Miejsce | Imię i nazwisko   | Nota łączna | Drużyna       |
| 1.      | Vaclav Palica     | 42 pkt.     | Zábřeh        |
| 2.      | Radim Jaksa       | 45 pkt.     | Olomouc–Dukla |
| 3.      | Jaroslav Sadilek  | 83 pkt.     | Olomouc–Dukla |
| 4.      | Karina Sobczak    | 90 pkt.     | ROW I         |
| 5.      | Aleksandra Knapik | 94 pkt.     | Gliwice III   |
| 6.      | Ziemowit Nowak    | 96 pkt.     | Gliwice III   |

- Klasyfikacja indywidualna (celność lądowania – spadochrony klasyczne) – ogólna

| Miejsce | Imię i nazwisko     | Nota łączna | Drużyna           |
| 1.      | Wiktor Król         | 22 pkt.     | Kielce            |
| 2.      | Piotr Polewski      | 26 pkt.     | Gliwice I         |
| 3.      | Andrzej Nalepa      | 28 pkt.     | Wrocław           |
| 4.      | Radislav Salomon    | 29 pkt.     | Zábřeh I          |
| 5.      | Marie Svihlova      | 30 pkt.     | Hranice–Kalimaty  |
| 6.      | Artur Kuchta        | 34 pkt.     | Gliwice I         |
| 7.      | Mariusz Koba        | 34 pkt.     | ROW II            |
| 8.      | Józef Marczyński    | 37 pkt.     | Wrocław           |
| 8.      | Agnieszka Czajka    | 37 pkt.     | Gliwice II        |
| 10.     | Zdenek Stodulka     | 41 pkt.     | Hranice–Dukla     |
| 11.     | Vaclav Palica       | 42 pkt.     | Zábřeh I          |
| 12.     | Jerzy Domagała      | 43 pkt.     | Kielce            |
| 13.     | Sebastian Sobczak   | 44 pkt.     | ROW II            |
| 14.     | Pavel Mlynek        | 45 pkt.     | Frýdlant–Inter    |
| 15.     | Radim Jaksa         | 45 pkt.     | Olomouc–Dukla     |
| 16.     | Robert Krawczak     | 45 pkt.     | Gliwice II        |
| 17.     | Petr Dostal         | 46 pkt.     | Zábřeh II         |
| 18.     | Roman Kulis         | 48 pkt.     | Kielce            |
| 19.     | Zbigniew Matczuk    | 50 pkt.     | Wrocław           |
| 19.     | Josef Kosina        | 50 pkt.     | Zábřeh II         |
| 21.     | Radomir Svihl       | 50 pkt.     | Hranice Tora–Tora |
| 22.     | Marcin Wilk         | 61 pkt.     | Gliwice III       |
| 23.     | Jarosław Zagnieński | 62 pkt.     | Kielce–Inter      |
| 24.     | Vlado Vybostok      | 63 pkt.     | Zábřeh I          |
| 25.     | Wiesław Walasiewicz | 65 pkt.     | Gliwice II        |
| 25.     | Jana Paukova        | 65 pkt.     | Hranice–Kalimaty  |
| 25.     | Tomasz Adamiak      | 65 pkt.     | ROW II            |
| 28.     | Roman Fousek        | 66 pkt.     | Hranice Tora–Tora |
| 28.     | Danuta Polewska     | 66 pkt.     | Gliwice I         |
| 30.     | Jacek Tokarek       | 76 pkt.     | ROW I             |
| 31.     | Jaroslav Knapek     | 78 pkt.     | Hranice Tora–Tora |
| 32.     | Jaroslav Sadilek    | 83 pkt.     | Hranice–Dukla     |
| 33.     | Lenka Vaskova       | 84 pkt.     | Hranice–Kalamity  |
| 34.     | Petr Zidek          | 87 pkt.     | Zábřeh II         |
| 35.     | Karina Sobczak      | 90 pkt.     | ROW I             |
| 36.     | Aleksandra Knapik   | 94 pkt.     | Gliwice II        |
| 37.     | Zygmunt Jarosz      | 96 pkt.     | ROW I             |
| 37.     | Ziemowit Nowak      | 96 pkt.     | Gliwice III       |

- Klasyfikacja drużynowa celność lądowania – spadochrony klasyczne

| Miejsce | Drużyna           | Zawodnicy           | Wynik zawodnika | Wynik drużyny |
| ------- | ----------------- | ------------------- | --------------- | ------------- |
| 1.      | Kielce            | Wiktor Król         | 22 pkt.         | 113 pkt.      |
| 1.      | Kielce            | Jerzy Domagała      | 43 pkt.         | 113 pkt.      |
| 1.      | Kielce            | Roman Kulis         | 48 pkt.         | 113 pkt.      |
| 2.      | Wrocław           | Andrzej Nalepa      | 28 pkt.         | 115 pkt.      |
| 2.      | Wrocław           | Józef Marczyński    | 37 pkt.         | 115 pkt.      |
| 2.      | Wrocław           | Zbigniew Matczuk    | 50 pkt.         | 115 pkt.      |
| 3.      | Gliwice I         | Piotr Polewski      | 26 pkt.         | 126 pkt.      |
| 3.      | Gliwice I         | Artur Kuchta        | 34 pkt.         | 126 pkt.      |
| 3.      | Gliwice I         | Danuta Polewska     | 66 pkt.         | 126 pkt.      |
| 4.      | Zábřeh I          | Radoslav Salomon    | 29 pkt.         | 134 pkt.      |
| 4.      | Zábřeh I          | Vaclav Palica       | 42 pkt.         | 134 pkt.      |
| 4.      | Zábřeh I          | Vlado Vybostok      | 63 pkt.         | 134 pkt.      |
| 5.      | ROW II            | Mariusz Koba        | 34 pkt.         | 143 pkt.      |
| 5.      | ROW II            | Sebastian Sobczak   | 44 pkt.         | 143 pkt.      |
| 5.      | ROW II            | Tomasz Adamiak      | 65 pkt.         | 143 pkt.      |
| 6.      | Gliwice II        | Agnieszka Czajka    | 37 pkt.         | 147 pkt.      |
| 6.      | Gliwice II        | Robert Krawczak     | 45 pkt.         | 147 pkt.      |
| 6.      | Gliwice II        | Wiesław Walasiewicz | 65 pkt.         | 147 pkt.      |
| 7.      | Olomuc–Dukla      | Zdenek Stodulka     | 41 pkt.         | 169 pkt.      |
| 7.      | Olomuc–Dukla      | Radim Jaksa         | 45 pkt.         | 169 pkt.      |
| 7.      | Olomuc–Dukla      | Jaroslav Sadilek    | 83 pkt.         | 169 pkt.      |
| 8.      | Hranice–Kalamity  | Marie Svilhova      | 30 pkt.         | 179 pkt.      |
| 8.      | Hranice–Kalamity  | Jana Paukova        | 65 pkt.         | 179 pkt.      |
| 8.      | Hranice–Kalamity  | Lenka Vaskova       | 84 pkt.         | 179 pkt.      |
| 9.      | Zábřeh II         | Petr Dostal         | 46 pkt.         | 183 pkt.      |
| 9.      | Zábřeh II         | Josef Kosina        | 50 pkt.         | 183 pkt.      |
| 9.      | Zábřeh II         | Petr Zdenek         | 87 pkt.         | 183 pkt.      |
| 10.     | Hranice Tora–Tora | Radomir Svihl       | 50 pkt.         | 194 pkt.      |
| 10.     | Hranice Tora–Tora | Roman Fousek        | 66 pkt.         | 194 pkt.      |
| 10.     | Hranice Tora–Tora | Jaroslav Knapek     | 78 pkt.         | 194 pkt.      |
| 11.     | Kielce–Inter      | Pavel Mlynek        | 45 pkt.         | 203 pkt.      |
| 11.     | Kielce–Inter      | Jarosław Zagnieński | 62 pkt.         | 203 pkt.      |
| 11.     | Kielce–Inter      | ?                   | 96 pkt.         | 203 pkt.      |
| 12.     | Gliwice III       | Marcin Wilk         | 61 pkt.         | 251 pkt.      |
| 12.     | Gliwice III       | Aleksandra Knapik   | 94 pkt.         | 251 pkt.      |
| 12.     | Gliwice III       | Ziemowit Nowak      | 96 pkt.         | 251 pkt.      |
| 13.     | ROW I             | Jacek Tokarek       | 76 pkt.         | 262 pkt.      |
| 13.     | ROW I             | Karina Sobczak      | 90 pkt.         | 262 pkt.      |
| 13.     | ROW I             | Zygmunt Jarosz      | 96 pkt.         | 262 pkt.      |